# Un año sin amor
Un año sin amor è un film del 2005 diretto da Anahí Berneri.

## Trama
Paul è uno scrittore omosessuale affetto da HIV che pubblica annunci su riviste d'incontri; s'unisce così ad un gruppo sadomaso e fetish della subcultura leather, questo per cercare un modo per erotizzare la propria sofferenza.

## Riconoscimenti
- 2005 - Festival internazionale del cinema di Berlino
  - Teddy Award